# Imogene, Iowa
Imogene là một thành phố thuộc quận Fremont, tiểu bang Iowa, Hoa Kỳ. Năm 2010, dân số của thành phố này là 72 người.

## Dân số
Dân số qua các năm:
- Năm 2000: 66 người.
- Năm 2010: 72 người.